# ソマリアプレート

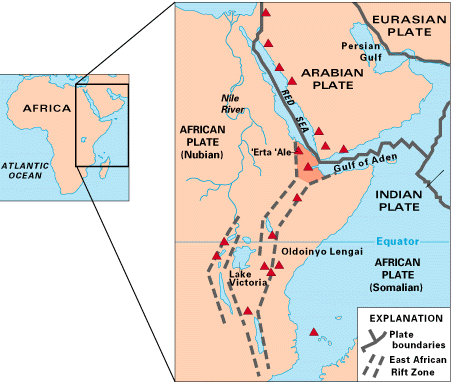
東アフリカ平断層とその東にあるソマリアプレート

ソマリアプレート（英語:Somali Plate、Somalian Plate）とは、アフリカプレートの内、東アフリカ平断層から東側の部分を指すプレートである。このソマリアプレートに対して、東アフリカ平断層より西側の部分をヌビアプレートと呼ぶ事もある。
ソマリアプレートはアファール盆地にあるアファール三重点から連なる東アフリカ平断層の東に位置していて、南に動き続けている。プレートの北の境界はアデン湾にあり、サウジアラビアの海岸線に沿って存在するアデン海嶺である。また東の境界は、北側が特にカールスバーグ海嶺とも言われる事のある、中央インド洋海嶺である。南の境界は南西インド洋海嶺である。火山活動はコモロ諸島やマダガスカルの火山に見られ、ここにホットスポットがある事から、年45mm程度、プレートが動いているとされる。